# Tokyo Jungle
 (avril 2015).
Si vous disposez d'ouvrages ou d'articles de référence ou si vous connaissez des sites web de qualité traitant du thème abordé ici, merci de compléter l'article en donnant les références utiles à sa vérifiabilité et en les liant à la section « Notes et références ».
Tokyo Jungle (トーキョー ジャングル, Tōkyō Janguru) est un jeu vidéo d'action basé sur la survie animale en milieu urbain. Il a été développé par PlayStation C.A.M.P. et Crispy's, et édité par Sony Computer Entertainment exclusivement sur PlayStation 3 en 2012.
Le jeu se déroule dans un Tokyo futuriste abandonné, dans lequel la ville est devenue une terre en friche où la faune sauvage s'est développée.

## Synopsis
L'humanité a disparu. Depuis, la ville de Tokyo qui était autrefois parcourue par des millions de personnes est maintenant devenue une véritable jungle. Certains animaux se sont échappés des zoos, d'autres sont retournés à l'état sauvage. D'autres animaux qui s'étaient éteints depuis des centaines, voire des millions d'années, sont même parvenus à hanter les rues de Tokyo. Dans ce monde, les plus forts et les plus résistants peuvent survivre, et la bête sauvage qui sommeille en un loulou de Poméranie se réveille. Le mystère de l'extinction de l'Homme s'éclaire avec deux chiens-robots...

## Mode histoire
Le mode histoire se débloque petit à petit, au fil des cartes mémoire retrouvées (1 chapitre toutes les trois cartes mémoire retrouvées), chaque chapitre appelé acte permet d'incarner un animal précis qui doit accomplir l'objectif principal, l'histoire commence le début même de la disparition des humains et, au fil des différents événements (liés d'une façon où d'une autre), nous dévoilera le mystère de la disparition.

### Les actes (chapitres)
Le mode histoire est réparti en 14 actes.
Acte Ex : initiation
Il s'agit tout simplement d'un tutoriel où on apprend les bases, l'intro nous explique que l'humanité a disparu, que les animaux domestiques sont redevenus sauvage et que les animaux sauvages se sont échappés des zoos et que tout un écosystème a vu le jour dans la ville de Tokyo.
Acte 1 : Bichonné pour la survie
Banlieue de Shibuya, un loulou de Poméranie meurt de faim depuis qu'il est livré à lui-même, l'époque des animaux de compagnie est révolue et il est temps pour lui de devenir une noble bête. Il sort de son appartement et se met à chasser des lapins, après un jour sans manger, il parvient à en tuer et les mange. Le soir tombe et le loulou trouve un endroit sûr pour dormir, mais il appartient à des chats. Finalement, après avoir vaincu les félins et leur chef, le loulou peut se reposer dans son nouveau territoire étant devenu un vrai chasseur.
Acte 2 : utilise ton instinct
Le loulou de Poméranie est devenu un chasseur redoutable, un jour, une femelle traverse son territoire et le loulou décide d'assoir son autorité, il traverse le territoire d'un groupe de sangliers et la trouve. Les deux chiens vont ensuite vers un repaire pour faire leur petite affaire mais arrivés à proximité du lieu, ils se retrouvent face à un sanglier géant. Ils parviennent à lui échapper et s'accouplent dans un appartement. Trois mois plus tard, leurs deux chiots partent pour la première fois à la chasse, après avoir rapporté à leurs parents une proie sans importance, ils arrivent à tuer le chef d'un groupe de chats et le rapportent à l'appartement où toute la famille s'en rassasie, prouvant que leur espèce peut survivre à ce monde sauvage.
Acte 3 : À des milliers de kilomètres
Deux jeunes faons sont séparés de leur mère, alors que la ville est infestée de prédateur. Ils suivent la piste olfactive de leur mère tout en se faufilant dans le dos des carnivores. À un moment, un guépard les attaque et l'un des faons est tué, l'autre (celui qu'on incarne) arrive à sortir des banlieues infestées même de dinosaures (des deionnychus) et rencontre un troupeau de gazelles qui fuit à son approche, sa quête pour retrouver sa mère continue.
Acte 4 : A bas les tosas-inus !
Les beagles, autrefois d’excellent chasseurs, n'imposent plus beaucoup de respect, ils retrouvent petit à petit leur instinct mais se rappelle le jour où les tosas-inus ont pris leur territoire de chasse. Le joueur incarne l'un des beagles désireux de reprendre le contrôle du territoire et renverser les tosas-inus dont leur chef, il lui faut pour cela une armée, il trouve une femelle et s'accouple dans les égouts. Trois mois plus tard, le couple a eu une vingtaine de petits, le beagle, devenu chef de meute, sonne le départ à la bataille et va à la rencontre des tosas-inus, et un combat sous un orage éclate. Après avoir tué les deux acolytes du chef et vaincu ce dernier, le beagle donne le coup fatal à ce dernier.
Acte 5 : Une fierté en lambeaux
Le chef des tosas-inus a survécu à l'attaque du chef des beagles, mais est poursuivi par la meute de ce dernier. Pour survivre, il est contraint de quitter son ancien territoire, ayant perdu son titre de chien le plus puissant de la ville, il sait ce qu'est d’être humilié.
Acte 6 : Que le meilleur gagne
Le chef des beagle s'est blessé durant la bataille contre les tosas-inus et doit donner son titre de chef à l'un de ses deux fils les plus prometteurs. Celui que le joueur incarne doit marquer son territoire avant son rival et revenir au repaire. Après s’être toutefois devancé, le jeune beagle parvient à remporter la place de son père, qui donne les vêtements du tosas-inus déchu qu'il a revêtu à son fils qui devient le nouveau chef de la meute.
Acte 7 : Une lionne ne dort jamais
Un groupe de lion s'est installé sur la ligne Yamanote, les mâles et les lionceaux comptent sur les femelles pour rapporter à manger, le joueur incarne l'une des lionnes qui, accompagnée de deux autres lionnes, doit rapporter le gibier du jour : un kangourou, un hippopotame, un cheval blanc et une gazelle, chaque cible évoluant à des moments différents. Après avoir ramené toutes les proies, les lionceaux réclament du péranodon, et c'est en solo que la lionne va jusqu'au nid des créatures, dangereuses en passant, et tue un des trois bébés qui s'y trouvait, les parents rappliquent et au terme d'une course poursuite, la lionne ramène sa proie aux lionceaux. Il y a de la nourriture pour plusieurs jours, la lionne peut se reposer pour la prochaine chasse.
Acte 8 : Un espion est né
À Tokyo, il y a deux types de lion, le groupe de lions de la ligne Yamanote et les lions nomades, dont le chef est un lion avec des cicatrices partout. Pour pouvoir s'accoupler, ils doivent avoir un territoire à eux et ont décidé d'attaquer les lions sédentaires, pour tuer les lionceaux et renverser le mâle alpha. Pour cela, ils ont passé un accord avec des hyènes, qui, s'ils les aident, auront le droit de chasser sur le territoire. Le chef des lions nomades confie la mission à l'une des hyènes (celle qu'on incarne) de localiser la troupe de lion sédentaire. Obligée d'obéir, la hyène s'infiltre dans le territoire de la troupe et parvient (non sans mal) à la localiser, elle rebrousse chemin et est obligée de tuer un lionceau qui l'a repérée. Revenue à la faveur de la nuit, elle donne les informations au chef des lions nomades, qui donne le signal de l'attaque, la nuit risque d’être le témoin d'une bataille sanglante.
Acte 9 : La protection de la troupe
Les lions nomades et les hyènes attaquent et ont tué déjà beaucoup de petits, le mâle alpha de la troupe des lions sédentaires a été alerté par l'une des lionnes et doit protéger les lionceaux restants des ennemis, qui arrivent par vague. Finalement, après avoir contré des attaques venant de plusieurs côtés, le mâle alpha se retrouve face au chef des lions nomade, les deux lions se battent et le mâle parvient à battre le chef ennemi qui s'enfuit. Le complot des nomades a échoué et le mâle alpha a réussi à protéger sa troupe.
Acte 10 : La rencontre du destin
Le chef des tosas-inus déchut est parvenu à atteindre la forêt de Shibuya, mais sa vie ne tient qu'à un fil. Il s’effondre et un ours qui contrôle le territoire le trouve et le ramène à son repaire. À son réveil, l'ours lui donne un brochet à manger. Sage, l'ours s’adresse au chien pour lui redonner du courage, il lui demande de tuer le chef de trois groupes d'animaux qui ont envahi son territoire : les chimpanzés, les tigres et les crocodiles, et lui donne des griffes pour l'aider dans cette mission, qui a pour but de lui faire affronter ses peurs. Cela fait, il revient voir l'ours qui voit ses yeux briller et lui dit qu'il n'aurait jamais cru qu'un chien serait capable de maitriser ces griffes. Pour finir, l'ours lui demande de les garder et d'aller reprendre son ancien territoire. Cela dit, le tosas-inus rebrousse chemin, déterminé.
Acte 11 : Au fin fond de l'égout
Les lions nomades n'ont pas abandonné leur ambitions et ont décidé de s'emparer du territoire des beagles, bien qu'aidés par les hyènes, ils font face à une résistance farouche. La hyène a une nouvelle mission : s'infiltrer dans le territoire des beagles en passant par les égouts et tuer le jeune chef des beagles pour les désavantager. La hyène pénètre dans les égouts et les traverse non sans mal car l'endroit est infesté de beagles qui patrouillent les lieux. Finalement, la hyène réussit à sortir des égouts et à pénétrer en plein milieu du territoire des beagles, près du repaire du chef (qui était le repaire du tosas-inus avant), qui est au sommet d'un immeuble. Elle s'y infiltre et parvient à tuer le jeune chef. Sans leur chef, les beagles sont vite vaincus, au coucher du soleil, le territoire éclaboussé de sang des chiens appartient enfin aux lions nomades et aux hyènes. La hyène se repose au repaire, ayant mérité cette récompense mais le chef des lions nomades l'y déloge et la projette au loin. La hyène décide de se rebeller devant ce manque de respect et profite de ce que le chef des lions dort pour lui affliger un coup bien placé qui le tue et prend les choses en main, devenant la chef des hyènes. Le combat ne cessera jamais dans la jungle de Tokyo car le sang appelle le sang.
Acte 12 : Le retour des tosas-inus
Le tosas-inus est revenu sur son ancien territoire mais découvre bien vite que les choses ont changé durant son absence, en effet, après avoir croisé le vieux chef des beagles qui l'avait vaincu après que ce dernier meurt après l'avoir revue une dernière fois, il réalise que les hyènes ont pris le contrôle du territoire après s’être retournés contre les lions nomades et dont la hyène est devenue leur chef. Le tosas-inus combat alors à lui tout seul toutes les hyènes et va à son ancien repaire où se trouve la chef des hyènes qui s'enfuit et ordonne à deux de ses gardes du corps de s'occuper du chien, le tosas-inus réussit à vaincre les deux garde et poursuit la hyène qui ordonne à un tigre à dent-de-sabre de tuer le chien. Après un rude combat, le tosas-inus parvient à tuer l'animal préhistorique et affronte finalement la hyène qu'il parvient à tuer. La révolte des beagles a déclenché une vague de violence qui a secoué les abords de Shibuya dont cet épisode sanglant s'est achevé avec la mort des hyènes et le retour triomphal du tosas-inus qui, toutefois, en quittant son minuscule enclave, a découvert le monde et son immensité.
Acte 13 : Le périple du chien robot
Dans la banlieue de Shibuya, un chien robot vit avec des loups qui l'ont adoptés, le robot, n'ayant aucun souvenir de sa vie d'avant. Un jour, un autre chien robot du nom de ERC-X apparait, qui le cherchait, et lui apprend qu'il s'appelle ERC-003 et qu'ils sont des sondes de réponse aux catastrophes dont la mission est de résoudre la crise et ramener les humains sur terre. ERC-003 est un peu déstabilisé par ces révélations et demande au chien robot de lui laisser la nuit pour réfléchir, le robot accepte et s'en va. Durant la nuit, ERC-003 se pose des questions et pense qu'il peut découvrir qui il est vraiment. Le lendemain, ERC-003 s'en va avec ERC-X, ce dernier lui explique que pour résoudre le problème, ils doivent remonter à sa source et c'est là que ERC-003 intervient car le récepteur, qui permet de tracer le signal du lieu de l'incident, de ERC-X est cassé et que ERC-003 doit utiliser le sien. ERC-X a spécifié différents points d'exploration d’où le signal pourra être localisé. Les deux chiens robots vont aux différents points répartis sur toute la ville. En chemin, ils rencontrent le tosas-inus, qui a repris possession de son territoire, et ERC-X (qui n'est pas intéressé par les animaux) l'insulte et le puissant chien les met à l'épreuve, après l'avoir vaincu, le tosas-inus leur dit qu'ils ont gagné son respect puis s'en va. Les deux chiens arrivent à la gare Yamanote nord et un faible signal est perçu, ERC-003 demande où sont passés les gens et ERC-X lui dit juste que l'homme n'existe plus en ce point de l'espace-temps puis les deux chiens, sur l'insistance de ERC-003, sauvent un lionceau d'une meute de deinonychus. Le lionceau les remercie puis s'en va. ERC-003 demande d’où  viennent les créatures préhistoriques, ERC-X lui dit qu'ils ont été amenés ici pour respecter la loi sur la conservation de masse. Ils arrivent finalement au parc Yoyogi où le signal semble venir de sous terre, et les deux chiens découvrent un laboratoire sous terre et y entrent.
Acte 14 : Tokyo Jungle
ERC-003 et ERC-X, les deux chiens robots, sont entrés dans le laboratoire, ils arrivent devant une porte d'une salle, la salle de contrôle du transducteur, ERC-X explique que activer le système de la machine achèvera le transfert de l'humanité dans le temps présent, d’où le fait de la disparition. Ils étaient transférés dans le futur, en 2215, car à cette date, la terre ne peut accueillir de vie et les gens de cette ère doivent voyager dans le passé à l'ère actuelle et la population actuelle a été transférée dans le futur parce ce qu'il n'y avait pas assez de place et de nourriture pour tout le monde, et aussi à cause d'une histoire de conservation de masse et de quelques caprices technologiques, mais il était prévu de ramener les populations dans leur époque d'origine et c'est ça leur mission. Les deux robots entrent dans la salle et activent le système, ERC-003 demande comment les gens du futur peuvent exister si leurs ancêtres ont disparu et ERC-X lui dit juste qu'ils ne changent pas le passé et qu'ils viennent juste vivre ici. ERC-003 demande ce qu'il arrivera aux animaux lorsque l'homme arrivera du futur et ERC-X lui dit qu'ils seront exterminés, n'étant d'aucune utilité aux humains, pour pouvoir reconquérir la ville. Apprenant cela, ERC-003 demande à ERC-X si ce qu'ils font est bien mais ERC-X lui dit juste que leur maitres seront bientôt là et qu'il doivent se retirer dans le module, ERC-003 hésite alors à entrer dans le module.
À partir de là, le joueur a deux possibilités :
- Mauvaise fin : entrer dans le module, le module apparait et ERC-003 regarde une dernière fois derrière lui, puis ERC-X lui dit qu'il a juste à remplir la mission qu'on lui a confiée, puis entre et le transfert s'effectue, condamnant les animaux. Il s'agit là de la mauvaise fin.
- Bonne fin : refuser d'entrer dans le module, ERC-003 dit à ERC-X non, ce dernier pense qu'il est devenu fou et ERC-003 déclare que les humains n'ont pas le droit de vivre si c'est pour massacrer de pauvres animaux. ERC-X lui rappelle que sans l'homme, ils ne peuvent pas être réparés et qu'ils ne fonctionneront plus un jour. ERC-003 dit alors qu'il s'en fiche, qu'il est un loup, et non juste une simple machine et qu'étant du côté des animaux, il mourra avec eux. S'ensuit un combat entre les deux robots, ERC-003 parvient à battre ERC-X et arrête le système, stoppant le transfert, et active un décompte de 12 minutes (réelles) au bout duquel le bâtiment va être scellé. ERC-003 rebrousse chemin en empruntant une autre voie tout en combattant des chiens robots réveillés par l'alerte. Il finit par arriver dans une salle où il combat des deinonychus puis des tigres à dent-de-sabre, ramenés dans le présent par le biais de tubes. Les créatures vaincues, ERC-X réapparait, toujours vivant et amélioré, ERC-003 ne comprend pas pourquoi ERC-X n'a pas été détruit, ce dernier lui dit que tout n'est pas trop tard et qu'il doit revenir dans la salle de contrôle. ERC-003 lui dit encore non et ERC-X lui dit qu'il n'a pas d'autre choix que de le détruire. Après un ultime combat assez inégal, ERC-003 parvient à venir à bout une fois pour toutes de ERC-X puis quitte le bâtiment alors que des dinosaures arrivent et que le laboratoire est scellé. Il parvient à sortir mais sérieusement endommagé, ERC-003 regarde une dernière fois le ciel, avant de mourir, ayant fait ce qu'il fallait faire. Bien plus tard, le faon du 3e acte, qui a retrouvé sa mère, des lapins et des poussins accompagnés de leur mère trouvent, intrigués, la carcasse de ERC-003, celui qui a sacrifié sa propre vie pour leur survie.

## Animaux
Le jeu propose une multitude d'animaux, tous ayant des capacités et aptitudes qui sont différentes selon l’espèce, il y a deux branches animales : les herbivores et les carnivores. Les carnivores sont plus forts et résistants et font beaucoup de dégâts mais ont une barre de faim plus petite et qui se baisse plus vite tandis que les herbivores, étant de nature à fuir et à éviter les combats, ont une meilleure endurance et vitesse, ils peuvent effectuer un double saut et ont un petit supplémentaire à chaque génération, peu importe la femelle. Certains animaux ont des "pouvoirs", le lion et le tigre peuvent charger une attaque, tandis que l'hippopotame peut charger une charge, il n'est cependant pas possible d'utiliser ses aptitudes si on joue l'une de ces créatures, cependant, le joueur peut profiter du temps que l'animal prépare l'attaque pour l'attaquer d'un angle où il ne sera pas touché ou profiter de ce que l'animal se coince lui-même s'il rate son attaque. Certains animaux ont des variantes (plusieurs skins) et il est possible de jouer des animaux femelles. Il existe une forme juvénile pour le poulet et le lion, pour pouvoir passer au stade adulte, il suffit de dormir dans un repaire, il est conseillé de devenir adulte très vite car les juvéniles sont très vulnérables. Notons aussi que si le joueur joue un petit carnivore, les grands herbivores ne fuiront pas à sa présence mais attaqueront si le joueur les provoque. L'homo erectus et l'homme de bureau peuvent être jouables mais ne peuvent pas se reproduire. Les seuls animaux dans le jeu non-jouables sont les animaux volants. Il n'est pas possible de pratiquer le cannibalisme. Il est possible de jouer une créature disparue telle le mammouth ou le dilophosaure.
Liste des espèces
- Les carnivores :
  - le loulou de Poméranie, le chat, le beagle, le golden retriever, le tosas-inus, le chacal, le lycaon, le loup, la hyène, le lion, le tigre, la panthère, le guépard, l'ours, l'ours polaire, le crocodile, ERC-003, ERC-2000, ERC-X, le deinonychus, le dilophosaure, le silky terrier, le chef félin, le tigre à dents de sabre, l'homo erectus, loulou de Poméranie blanc (B) , le loulou de Poméranie noir (P).
- Les herbivores :
  - le lapin, le poussin/poulet, le cochon, le sanglier, le porc-épic, la vache laitière, le buffle, l'hippopotame, l'autruche, le moa géant, le mouton, la chèvre, le cerf sika, la gazelle, l'antilope indienne, le cerf axis, le cheval, le zèbre, l’éléphant, le mammouth, le chimpanzé, le kangourou, la girafe, le panda, l'employé de bureau.
- Les animaux volants :
  - le pigeon, le corbeau, le ptérodactyle, l'archéoptéryx, le méganeura (seulement dans le mode histoire).

## Système de jeu
Le joueur est plongé à la troisième personne dans la zone centrale de la carte, avec des plans fixes qui peuvent varier selon l'endroit où se trouve le joueur, il n'y a pas d'écran de chargement lorsque le joueur passe d'une zone à l'autre. Il y a un mode solo et multijoueur.
Le joueur doit se nourrir pour que la barre de faim ne diminue pas jusqu’à zéro, si cela arrive, la barre de vie descend et le joueur meurt s'il elle atteint zéro. Se nourrir permet aussi de monter en hiérarchie, en effet, le joueur commence en amateur et, en ingurgitant des calories, monte en vétéran puis en chef après avoir avalé un certain nombre de calories données, ce qui permet d'avoir accès au différentes femelles selon le niveau du joueur : pousseuse, normal et premier-choix qui donne un nombre différent de petits selon celle avec qui le joueur s'est reproduit. Pour pouvoir se reproduire, le joueur doit prendre une zone sous sa garde, pour cela, il doit prendre quatre points répartis sur la zone, ceci fait, il peut se reproduire ou dormir, pour pouvoir passer la journée ou la nuit ou quitter la partie pour reprendre plus tard, au repaire. Si le joueur est tué alors qu'il a des frères, il peut choisir parmi l'un d'entre eux celui qu'il veut incarner.
Outre les autres animaux, le joueur doit aussi affronter le temps, en effet, il peut y avoir du brouillard qui atténue le champ de vision, de la canicule ou la radioactivité qui peut devenir mortelle si elle monte trop haut, le joueur doit boire et manger pour pouvoir baisser la radioactivité mais manger de la nourriture empoissonnée empoissonnera le joueur. L'âge est aussi à prendre en compte car au delà de quinze ans, le joueur devient vieux et la barre de vie diminue plus vite. À savoir que plus on avance dans le temps, plus la partie est dure avec l'apparition d'animaux plus dangereux et forts. Si le joueur attrape des poux, il peut s'en débarrasser à un point d'eau.
Le joueur, en explorant, peut trouver des cartes mémoire qui racontent des évènements avant l'incident et permet de débloquer des parties du mode histoire mais aussi des cadeaux en mangeant la nourriture qui donne des habits, des objets où de la nourriture qui peuvent aider le joueur. Le joueur peut équiper son animal pour augmenter ses capacités et récolte durant la partie des points qu'il peut utiliser pour acheter des animaux ou des habits. Le joueur peut obtenir des points en accomplissant différents challenges qui se débloquent au fil du temps. C'est comme cela que l'on débloque d'autres animaux par la suite.
Le joueur peut aussi utiliser l'environnement à son avantage, il peut se faufiler dans les hautes herbes pour passer inaperçu lorsqu'il est poursuivi et n'a qu'à attendre que le niveau de prudence baisse. La carte se divise en deux zones distinctes, la zone urbanisée où on rencontre majoritairement des animaux domestiques et la zone sauvage qui est caractérisée par une forte végétation, là où la nature a le plus repris ses droits, et où l'on trouve majoritairement des animaux sauvages, les plus grands et forts. Durant une partie, différents évènements peuvent apparaitre dans une zone précise.

Lors d'un combat, le joueur peut frapper un ennemi jusqu’à ce qu'il soit sonné, une icône en forme de morsure apparait et le joueur doit achever l'adversaire quand l’icône est rouge (si l'adversaire est trop grand, cela ne le tuera pas mais le joueur peut lui faire perdre de la vie en appuyant plusieurs fois sur le bouton respectif), le joueur peut aussi esquiver une attaque lorsque l’icône apparait sur lui (elle est violette et doit bouger les sticks directionnels) et peut contre-attaquer. Le joueur peut faire exécuter une exécution furtive s'il s'approche de sa cible sans se faire repérer. Lorsqu'une icône ronde avec un dessin de loup en train de hurler apparait au dessus d'un ennemi, c'est qu'il va appeler du renfort, le joueur doit le tuer avant que l’icône disparaisse.

## Accueil
- Famitsu : 32/40[1]
- Jeuxvideo.com : 16/20[2]